# Battaglia di Scapezzano
La battaglia di Scapezzano fu un breve scontro della guerra austro-napoletana, combattuto il 1º maggio 1815 tra le truppe austriache di Adam Albert von Neipperg e quelle napoletane di Michele Carrascosa. La vittoria austriaca permise a Neipperg di accorrere verso sud e mettere pressione sul Re di Napoli Gioacchino Murat, impegnato nella decisiva battaglia di Tolentino (2-3 maggio), obbligandolo a disimpegnarsi dallo scontro.
A maggio l'offensiva napoletana era ormai stata respinta e gli Austriaci stavano spingendo Murat e il suo esercito verso il suo quartier generale, ad Ancona. I due eserciti austriaci, però, erano stati divisi dagli Appennini: Neipperg e i suoi 15 300 uomini stavano infatti seguendo i napoletani nella loro discesa lungo le coste del mar Adriatico, mentre Federico Bianchi con un corpo di 12 000 soldati aveva occupato Foligno, in centro Italia, allo scopo di tagliare la strada alla possibile ritirata di Murat. Il Re di Napoli, che si trovava con 30 000 uomini ad Ancona, decise di affrontare separatamente i due avversari, decidendo di affrontare Bianchi nei pressi di Tolentino: allo scopo di rallentare la marcia di Neipperg, Murat inviò Carrascosa a nord con un contingente.
Neipperg riuscì, con una sequenza di manovre e poche schermaglie di bassa intensità, a minacciare di accerchiamento Carrascosa, il quale ordinò alle sue truppe di arretrare in buon ordine.
La sconfitta di Carrascosa permise a Neipperg di minacciare Murat, impegnato nella battaglia di Tolentino, di unirsi a Bianchi: Murat dovette disimpegnarsi, subendo gravi perdite malgrado la superiorità numerica. La guerra terminò il 20 maggio con la firma del trattato di Casalanza.